# San Pawl il-Baħar
San Pawl il-Baħar of St. Paul's Bay is een plaats en gemeente in Malta, aan de noordzijde van het hoofdeiland. Het ligt ongeveer 15 kilometer ten noordwesten van de hoofdstad Valletta. De gemeente heeft een oppervlakte van 14,47 km² en heeft een inwoneraantal van 32.042 (2021), waarmee het de grootste gemeente van het eiland Malta is; in de zomermaanden stijgt dit inwonersaantal naar ongeveer 60.000.
De naam van de gemeente en van de gelijknamige baai is afgeleid van de apostel Paulus, wiens schipbreuk op de Saint Paul's Islands zou zijn geweest. Bij de gemeente San Pawl il-Baħar (letterlijk: Sint Paul bij de zee) horen de plaatsen Burmarrad, Qawra, Buġibba, Xemxija, Mselliet, San Martin en delen van Bidnija, Mistra, en Għajn Tuffieħa.

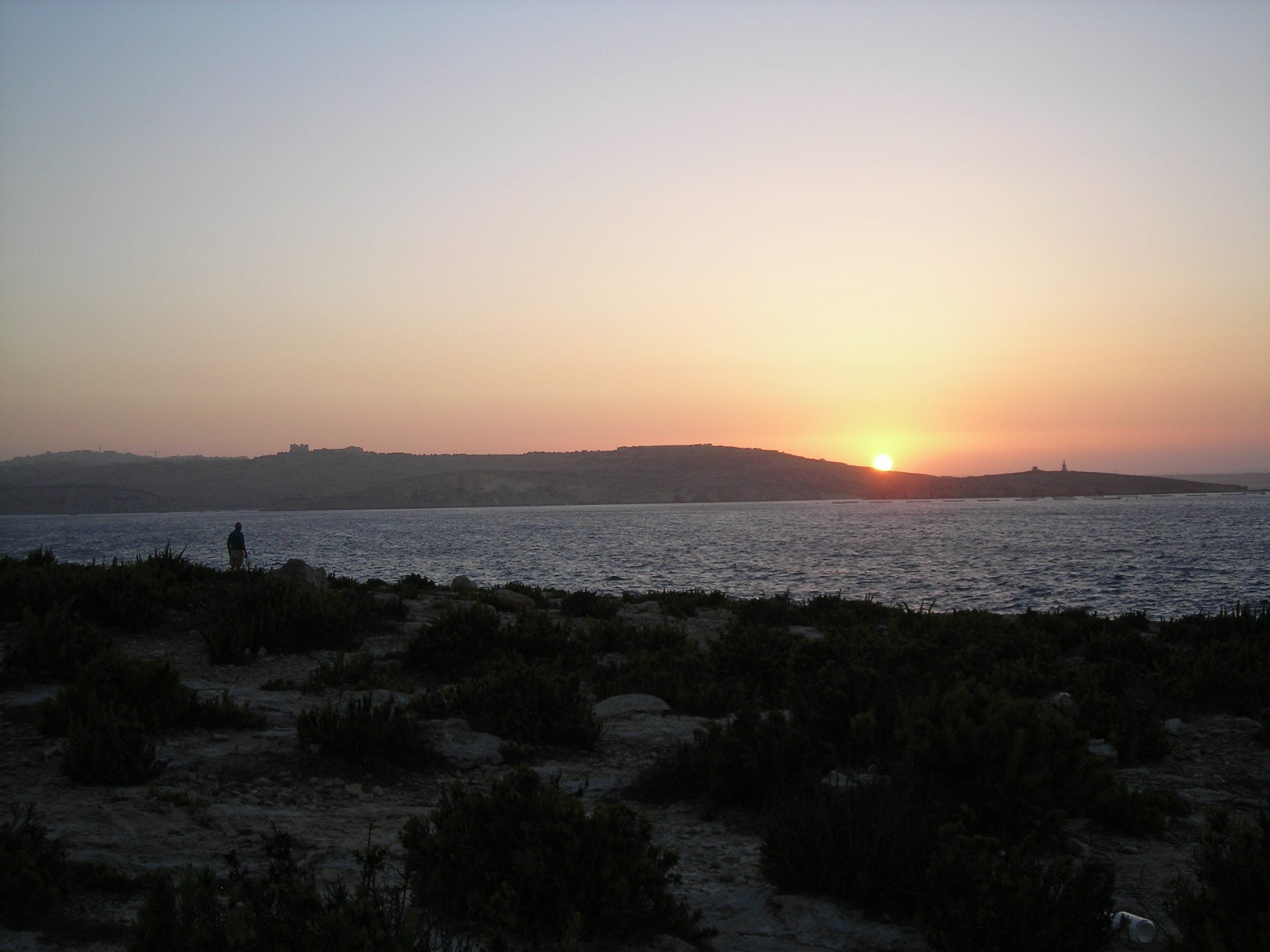
Zondondergang boven St. Paul's Bay; rechts op de foto de Saint Paul's Islands.